# Биркар, Каушер
Каушер Биркар (курд. كۆچەر بیركار/ Koçer Bîrkar, перс. کوچر بیرکار‎ родился в июле 1978 года, в Мериване, Курдистан, Иран, «'Fereydon Derakhshani»') — британский и иранский математик, профессор Кембриджского университета. Специалист по бирациональной геометрии. Награждён премией Филдса 2018 года «за доказательство ограниченности многообразий Фано и вклад в исследование программы минимальных моделей».

## Награды и признание
- 2010: Philip Leverhulme Prize[5]
- 2010: премия от Fondation sciences mathématiques de Paris[6]
- 2016: AMS Moore Prize[7]
- 2018: Медаль Филдса[8]
- 2018: Премия Уайтхеда
- 2019: Почётный доктор университета Салах ад-Дина

## Творчество
- Birational Geometry Архивная копия от 1 августа 2018 на Wayback Machine, 2007
- Topics in Algebraic Geometry Архивная копия от 1 августа 2018 на Wayback Machine, Vorlesung 2011
- Mit Hacon, Cascini, McKernan: Existence of minimal models for varieties of log general type I Архивная копия от 2 августа 2018 на Wayback Machine, Journal of the American Mathematical Society, Band 23, 2010, S. 405—468
- Anti-pluricanonical systems on Fano varieties, Arxiv 2016 Архивная копия от 2 августа 2018 на Wayback Machine
- Singularities of linear systems and boundedness of Fano varieties, Arxiv 2016 Архивная копия от 2 августа 2018 на Wayback Machine
- Birational geometry of algebraic varieties Архивная копия от 1 августа 2018 на Wayback Machine, ICM 2018